# Mimetismo vaviloviano

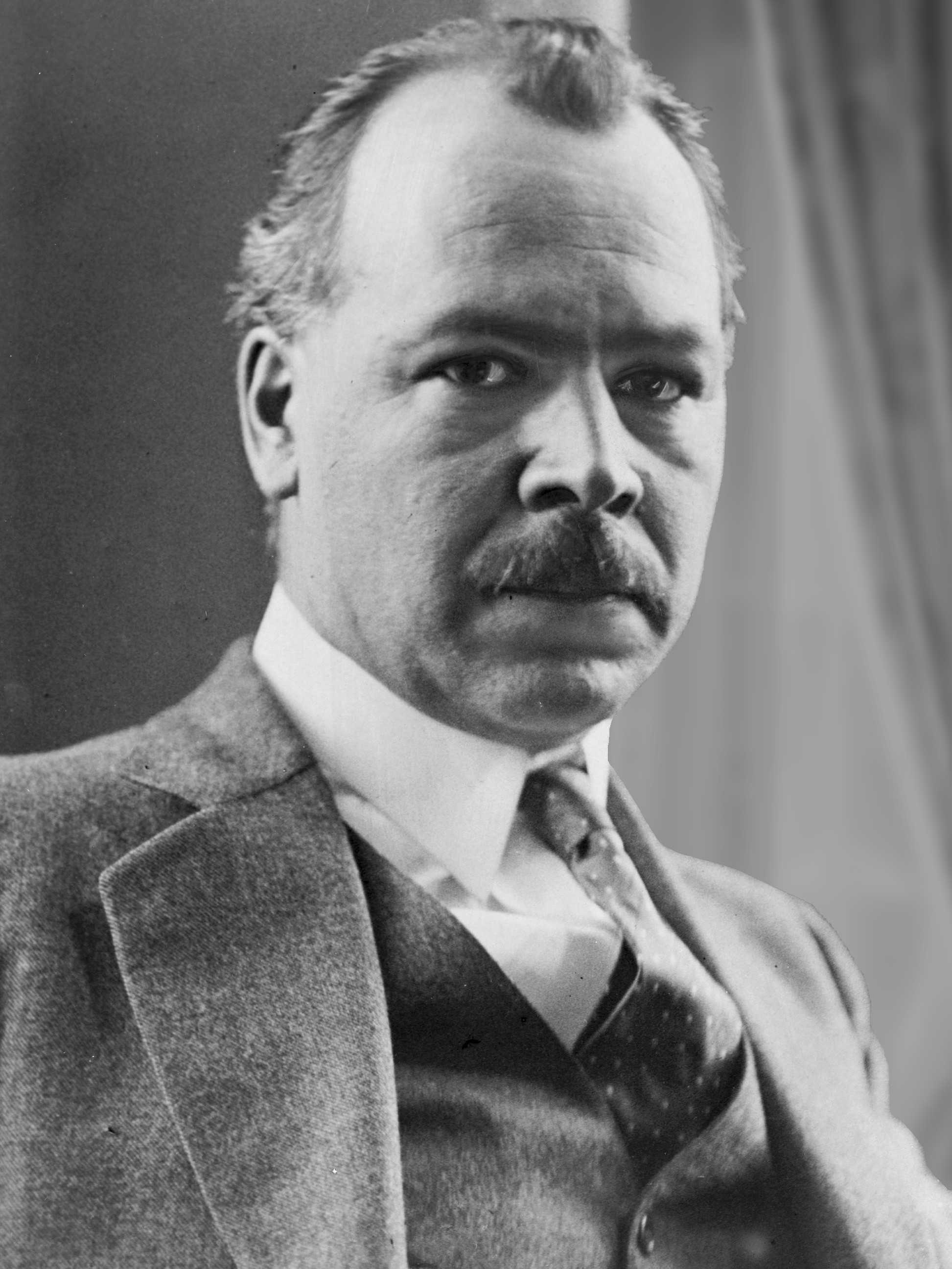
Nikolai Ivanovich Vavilov.

Il mimetismo vaviloviano è una forma di mimetismo delle piante che si verifica allorquando una pianta infestante o erbaccia viene a condividere una o più caratteristiche con una pianta da coltivazione attraverso un processo di selezione artificiale. Deve il suo nome a Nikolai Vavilov, un importante genetista botanico russo che identificò il centro di origine delle piante coltivate.  La selezione contro piante infestanti può essere innescata attraverso la separazione dei suoi semi da quelli delle colture domestiche infestate (crivello). Questa operazione è stata fatta manualmente fin dai tempi del Neolitico,  e in anni più recenti meccanicamente grazie all'ingegneria agraria.
Il mimetismo vaviloviano è un buon esempio di selezione praticata dall'uomo involontariamente. Anche se gli operatori umani possono essere consapevoli del loro impatto sul pool genico della vegetazione selvatica locale, questi effetti travalicano l'obiettivo primario e possono anche nuocere ai raccolti interessati. Gli agricoltori non desiderano creare erbacce sempre più simili alla piantagione coltivata, che potrebbero quindi con essa confondersi e non essere individuate, ma l'unica altra opzione sarebbe di lasciare sviluppare la pianta infestante e permetterle di contendersi la luce solare e i nutrienti con le coltivazioni. Situazioni simili possono causare resistenza agli antibiotici e agli erbicidi. Questo fenomeno può essere contrastato con altre forme di selezione artificiale che agiscono in direzioni più favorevoli, come ad esempio la selezione genealogica. Grazie all'acquisizione di molte qualità utili attraverso la sottoposizione a queste pressioni selettive, alcune piante selvatiche in mimetismo vaviloviano possono in qualche caso essere addomesticate e coltivate a loro volta: Vavilov chiamava queste erbacce addomesticate "raccolti secondari".